# مات إليس
مات إليس هو لاعب هوكي الجليد كندي، ولد في 31 أغسطس 1981 في ويلاند في كندا.

## وصلات خارجية
- مات إليس على موقع دوري الهوكي الوطني (الإنجليزية)
- مات إليس على موقع EliteProspects.com (الإنجليزية)
- مات إليس على موقع Eurohockey.com (الإنجليزية)
- مات إليس على موقع HockeyDB.com (الإنجليزية)
- مات إليس على موقع Hockey-Reference.com (الإنجليزية)